# 尖葉美喙蘚
尖葉美喙蘚（学名：Eurhynchium eustegium）为青蘚科美喙蘚屬下的一个种。

## 扩展阅读
- 維基物種上的相關：尖葉美喙蘚